# Commission de régulation de l'énergie
Pour les articles homonymes, voir CRE.
Ne doit pas être confondu avec Comité régional de l'énergie.
La Commission de régulation de l'énergie (CRE, distinct du comité régional de l'énergie) est une autorité administrative indépendante française créée le 24 mars 2000, chargée de veiller au bon fonctionnement du marché de l'énergie et d'arbitrer les différends entre les utilisateurs et les divers exploitants, en suivant les objectifs de la politique énergétique. Sa compétence de régulateur s'étend aux marchés du gaz et de l'électricité.

## Organisation
La CRE est organisée autour de deux organes indépendants. Le collège est composé de cinq membres, dont le président de la CRE, et de quatre commissaires nommés pour un mandat de six ans. Il s'appuie sur l'expertise des quelque 150 agents de l'organisme. Le Comité de règlement des différends et sanctions (CoRDis) est chargé de régler les différends portant sur l’accès aux réseaux publics d’électricité et de gaz et leur utilisation entre gestionnaires et utilisateurs, et de sanctionner les manquements au code de l’énergie.

## Histoire
La commission est née des lois du 10 février 2000, relative à la modernisation et au développement du service public de l'électricité, sous le nom de « Commission de régulation de l'électricité » et du 3 janvier 2003, relative aux marchés du gaz et de l'électricité et au service public de l'énergie, qui ont transposé en France les directives européennes du 19 décembre 1996 et du 22 juin 1998. La deuxième loi a ouvert le marché du gaz et étendu à ce secteur les pouvoirs dont la CRE disposait déjà sur le marché de l'électricité.
Ces directives, constituant le « paquet énergie », organisent l'ouverture du marché de l'énergie au niveau communautaire, en prévoyant : 
- pour les consommateurs, le libre choix du fournisseur ;
- pour les producteurs, la liberté d'établissement ;
- et pour les réseaux de distribution et  de transport, le droit d'accès dans des conditions objectives, transparentes et non discriminatoires pour tous les utilisateurs.

Pour assurer la transparence et la non-discrimination dans l’accès aux réseaux publics d'électricité, elle a décidé le 7 avril 2004 la mise en place d'un référentiel technique pour les gestionnaires de réseaux publics d'électricité.

## Fonctions
Selon la loi du 7 décembre 2006, « la Commission de régulation de l'énergie concourt, au bénéfice des consommateurs finaux, au bon fonctionnement des marchés de l'électricité et du gaz naturel. Elle veille, en particulier, à ce que les conditions d'accès aux réseaux de transport et de distribution d'électricité et de gaz naturel n'entravent pas le développement de la concurrence. Elle surveille, pour l'électricité et pour le gaz naturel, les transactions effectuées entre fournisseurs, négociants et producteurs, les transactions effectuées sur les marchés organisés ainsi que les échanges aux frontières. Elle s'assure de la cohérence des offres des fournisseurs, négociants et producteurs avec leurs contraintes économiques et techniques ».
Le budget de la CRE est rattaché au programme budgétaire 217 (Conduite et pilotage des politiques de l’écologie, du développement et de la mobilité durables) du PLF 2024.

## Composition
À sa création, la CRE était composée de six membres nommés pour six ans non renouvelables : trois, dont le président, nommés par décret - donc par le gouvernement - et les trois autres nommés respectivement par le président du Sénat, celui de l'Assemblée nationale et celui du Conseil économique, social et environnemental). La loi du 3 janvier 2003 a fait passer ce nombre à sept : deux membres, dont le président, nommés par décret, deux autres nommés par le président de l'Assemblée nationale, deux par le président du Sénat et le dernier par le président du Conseil économique et social.
La loi du 7 décembre 2006 a modifié le collège des commissaires par la nomination de deux vice-présidents parmi les commissaires désignés par les présidents de l'Assemblée nationale et du Sénat, et par l'ajout de deux nouveaux commissaires représentants les consommateurs, nommés par décret, ce qui porte alors le nombre de membres à neuf.
Le nouveau collège de la Commission de régulation de l’énergie (CRE) instauré par la loi sur la nouvelle organisation du marché de l’électricité (loi NOME) compte désormais cinq membres, un président et quatre commissaires exerçant leur fonction à temps plein :
- le président de la CRE est nommé pour un mandat de six ans par décret du président de la République après avis des commissions du Parlement compétentes en matière d’énergie (la Commission des affaires économiques de l’Assemblée nationale et la Commission de l’économie, du développement durable et de l’aménagement du territoire du Sénat) ;
- un commissaire est nommé par le président du Sénat pour quatre ans ;
- un commissaire est nommé par le président de l'Assemblée nationale pour quatre ans ;
- deux commissaires sont nommés par décret après avis des commissions du Parlement compétentes en matière d’énergie pour deux ans.

Ainsi, Emmanuelle Wargon a été nommée présidente de la CRE par Emmanuel Macron, le 16 août 2022, pour un mandat de six ans. Elle est accompagnée dans le collège par quatre commissaires.
Les présidents de la CRE depuis sa création sont :
- 2000-2006 : Jean Syrota ;
- 2006-2017 : Philippe de Ladoucette, précédemment PDG des Charbonnages de France (nommé en 2006 et reconduit en 2011[8]) ;
- 2017-2022 : Jean-François Carenco[9]. Il quitte ses fonctions en juillet 2022, après son entrée au gouvernement[10].
- depuis août 2022 :  Emmanuelle Wargon[11].

## Régulation internationale
La CRE est membre du Groupe des régulateurs européens de l’électricité et du gaz (ERGEG, pour European Regulators' Group for Electricity and Gas (en)), créé le 11 novembre 2003 par la Commission européenne. L’ERGEG est chargé de conseiller et d’assister la Commission européenne dans la réalisation du marché intérieur de l’énergie, en participant à la mise en œuvre complète des directives et des règlements européens dans les secteurs de l’électricité et du gaz. Afin d'accompagner l'entrée en vigueur du troisième paquet législatif pour la libéralisation du marché de l'énergie du 3 septembre 2009, l'Agence de coopération des régulateurs de l'énergie (ACER, sigle de l'anglais Agency for the Cooperation of Energy Regulators) remplace  en mars 2011 l'ERGEG, formellement dissoute le 1er juillet 2011. Le nouvel organisme compte une cinquantaine de collaborateurs.
La CRE adhère au Conseil des régulateurs européens de l'énergie (CEER, sigle de l'anglais Council of European Energy Regulator), créé le 7 mars 2000, qui rassemble les régulateurs des 27 États membres de l'Union européenne, du Royaume-Uni, de la Norvège et de l'Islande.
Le 15 novembre 2012, la CRE prend la présidence des Régulateurs méditerranéens de l’énergie (MEDREG). Michel Thiollière, membre du collège de la CRE, est élu président de MEDREG pour deux ans. Il succède à Nadjib Otmane, président de la Commission algérienne de régulation de l’électricité et du gaz (CREG). La présidence du MEDREG repose sur le principe d'une alternance tous les deux ans entre un pays de la rive Sud de la Méditerranée et un pays de la rive Nord.
La CRE a adhéré à l’ERRA, une association régionale de régulateurs dont le siège se situe à Budapest et dont la majeure partie des membres sont des régulateurs des pays de l’ancienne sphère soviétique. Elle est par ailleurs active au sein du réseau des régulateurs économiques de l’OCDE et réalise plusieurs coopérations bilatérales chaque année (visites d’étude, missions d’expertise, jumelage entre régulateurs nationaux de l’énergie)[réf. nécessaire].

## Compléments